# Alteracions de conducta
La definició més acceptada en l'actualitat és la d'Emerson (1999) que contempla alteracions de conducta com una sèrie de comportaments anormals des del punt de vista socio-cultural "d'una intensitat, freqüència i duració tals que comporten una alta probabilitat de posar en greu compromís la integritat de l'individu o els altres, o que comporta una limitació clara de les activitats de l'individu i una restricció important en la seva participació en la comunitat (restricció de l'accés als recursos i serveis de la comunitat)".
Aquesta és una definició centrada en un model sociocultural que es basa en l'impacte social de la conducta de l'individu.
L'agitació, les conductes repetitives, l'hostilitat, les idees estranyes, la deambulació constant, l'apatia, l'agressivitat, les al·lucinacions, la desconfiança, la desinhibició...són comportaments que apareixen habitualment en el transcurs de l'atenció a les persones amb demència.
Des d'un enfocament clàssic, aquestes alteracions de conducta s'interpreten i tracten com un símptoma més de la malaltias. S'entén com la resposta d'un organisme disfuncional. D'aquesta manera es considera inevitable el tractament a través de fàrmacs com a única manera de fer-les disminuir o desaparèixer.
A pesar que això sigui cert, aquest enfocament resta la importància de la persona i del seu entorn, a més reforça la creença de què els comportaments disruptius manquen de lògica o significat.
Des d'una perspectiva complementària es proposa observar i entendre aquestes alteracions com "maneres d'expressar-se" de la persona que ja no és capaç de comunicar.
El més adequat és trobar un punt intermedi, s'ha de tenir en compte la malaltia o trastorn però sempre incloent a la persona i al seu entorn, i partint de tota aquesta informació, tractar de buscar les possibles causes de les alteracions de conducta que puguin aparèixer i tractar d'interpretar què significa.
L'enfocament centrat en la persona s'ha construït segons el nostre coneixement dels aspectes conductuals de la demència (Stokes, 2000; Moniz-Cook et al., 2003). Cohen-Mansfield (2005) aporta proves de que molt del que es coneix com a "comportament desafiant i/o alteració de conducta" és en realitat una reacció davant la manca de reconeixement de les necessitats físiques o socials de la persona amb demència. Aquest autor demostra que els episodis d'agressions físiques habitualment estàn provocats pel tipus de tracte que ofereix el personal d'atenció.
La idea d'adoptar la visió de la persona amb demència s'ha estés ràpidament. El dret a conèixer el diagnòstic i les opcions de tractament ha adquirit una importància vital per les persones. S'estén més la convicció de que cal escoltar directament la veu de la persona amb demència a l'hora de configurar i desenvolupar els recursos. Aquesta s'està convertint en la manera més acceptada de treballar, encara que no sempre sigui fàcil d'aconseguir portar-lo a la pràctica.